# Chinatown (San Francisco)
Pour les articles homonymes, voir Chinatown.
Le Chinatown de San Francisco est le plus ancien quartier chinois d'Amérique du Nord, il compte la plus grande communauté chinoise hors d'Asie. Le quartier a été fondé vers les années 1848.

## Géographie

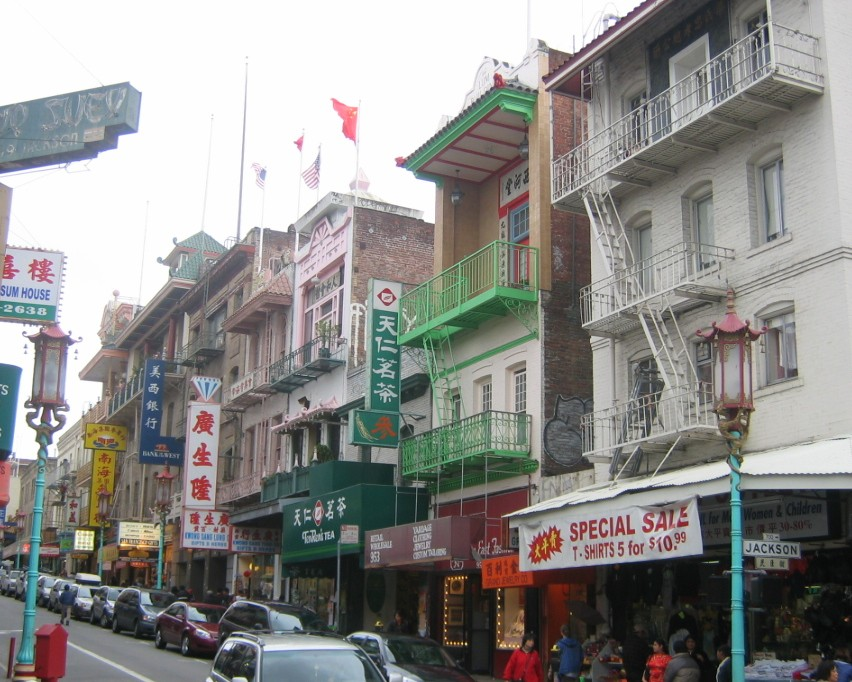
Une vue de Chinatown.

Le Chinatown se trouve dans le centre-ville de San Francisco. Il est délimité par Taylor Street et le quartier de Nob Hill à l'ouest ; Montgomery Street et le Financial District le bordent à l'est. Au nord se trouvent North Beach, Green Street et Columbus Avenue. Bush Street et Union Square bordent le sud du quartier.
Le chinatown de San Francisco s'est agrandi vers le nord en gagnant sur le quartier de North Beach au nord de Green Street et de Columbus Street.
Deux voies principales traversent le quartier chinois : d'une part Grant Avenue, où se trouve l'entrée du Chinatown au carrefour de Bush Street : elle est marquée par une porte d'architecture chinoise (porte du dragon) et deux statues de lions sur les trottoirs. L'autre axe est Stockton Street, qui est moins fréquentée par les touristes : les marchés aux poissons, les boutiques et les restaurants lui donnent un caractère authentique.

## Lieux remarquables
- St. Mary's Park possède une statue du Dr Sun Yat-sen, un mémorial pour les vétérans de guerre chinois.
- Portsmouth Square où les habitants du quartier viennent pratiquer le Tai-chi-chuan et jouer aux échecs chinois. Une réplique de la Déesse de la Démocratie utilisée pendant les manifestations de la place Tian'anmen en 1989 a été construite en 1999 par Thomas Marsh. Elle est faite de bronze et pèse quelque 280 kg.

## Galerie

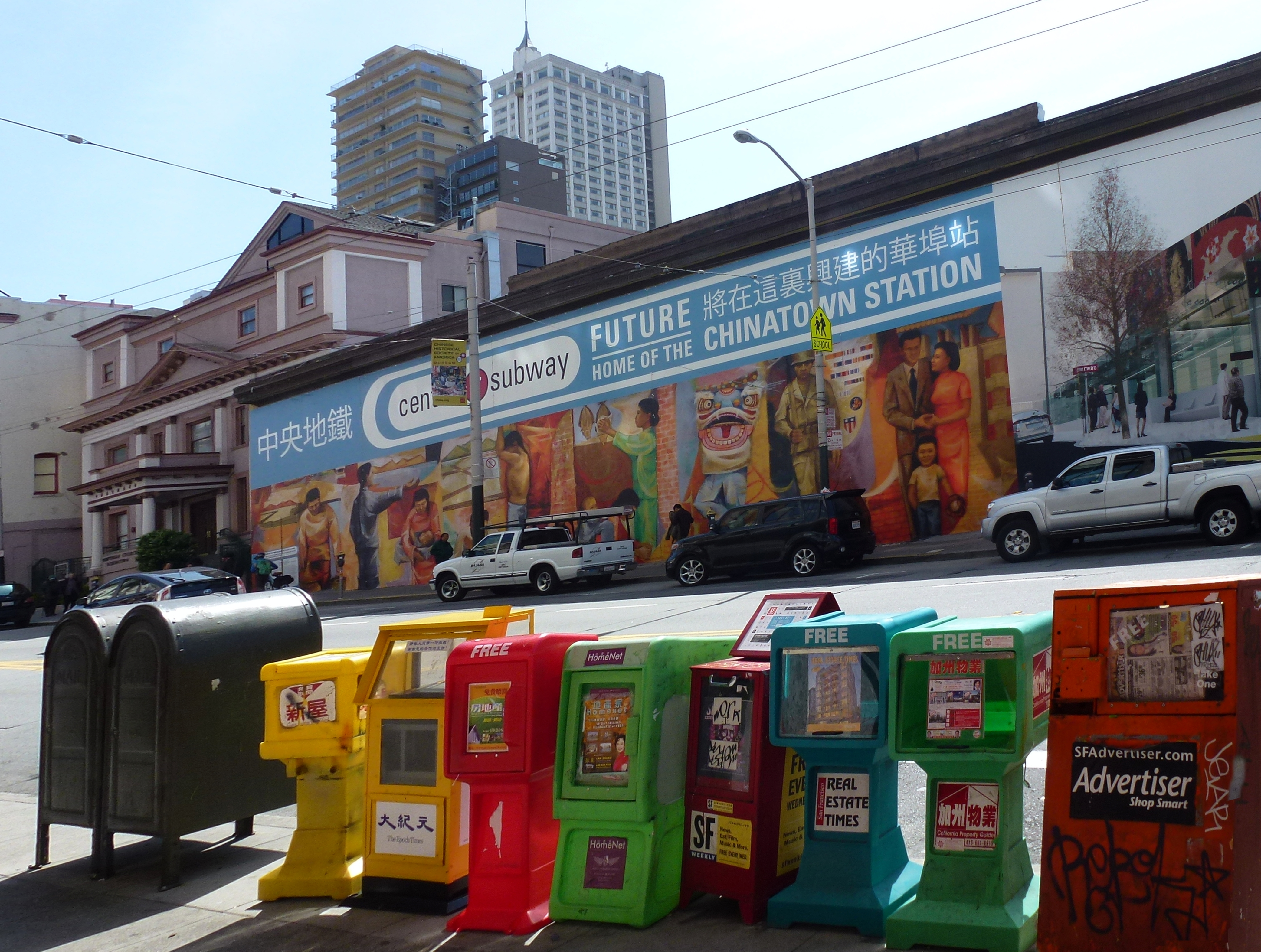
Chinatown Station.
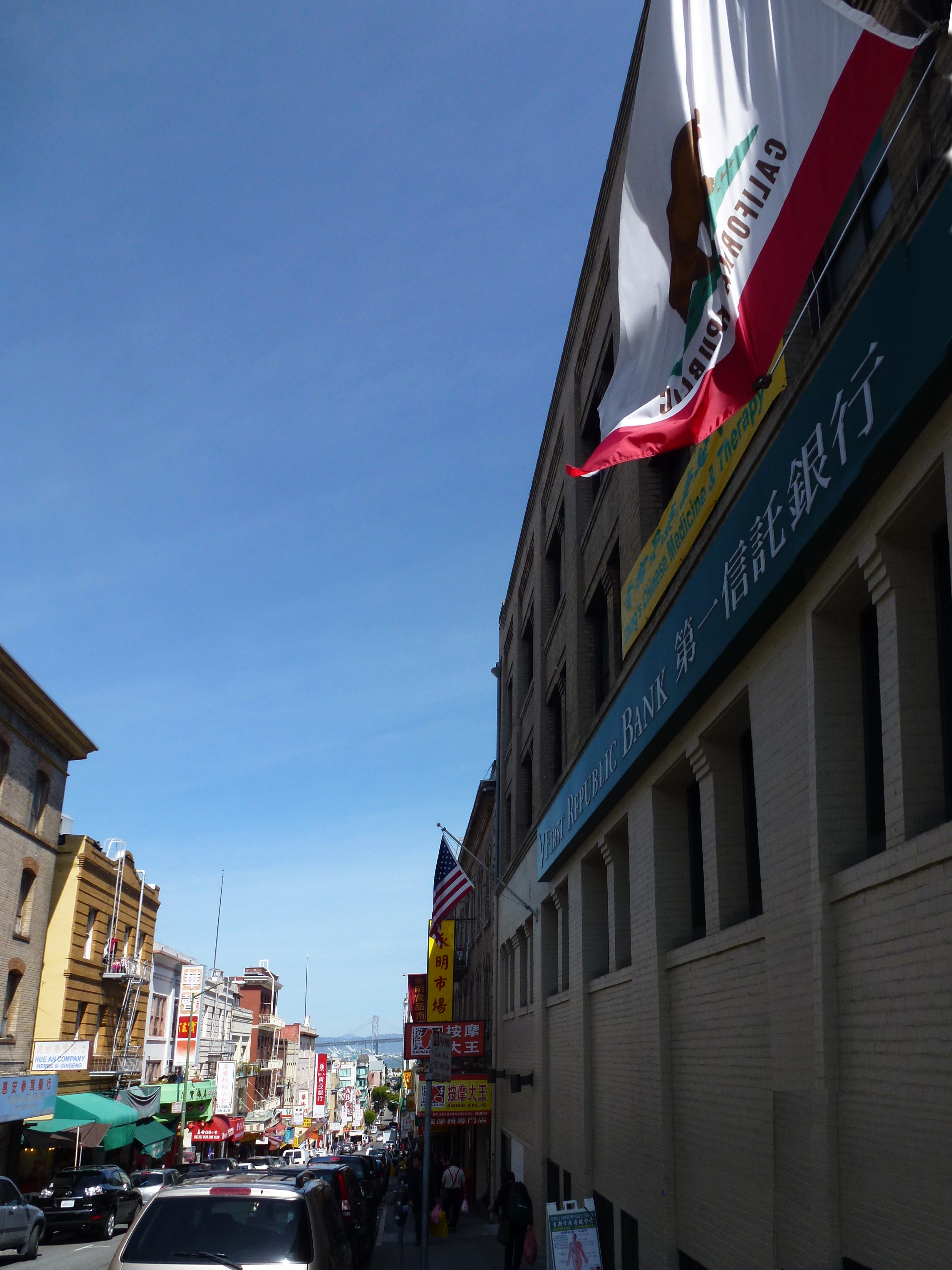
Jackson Street.
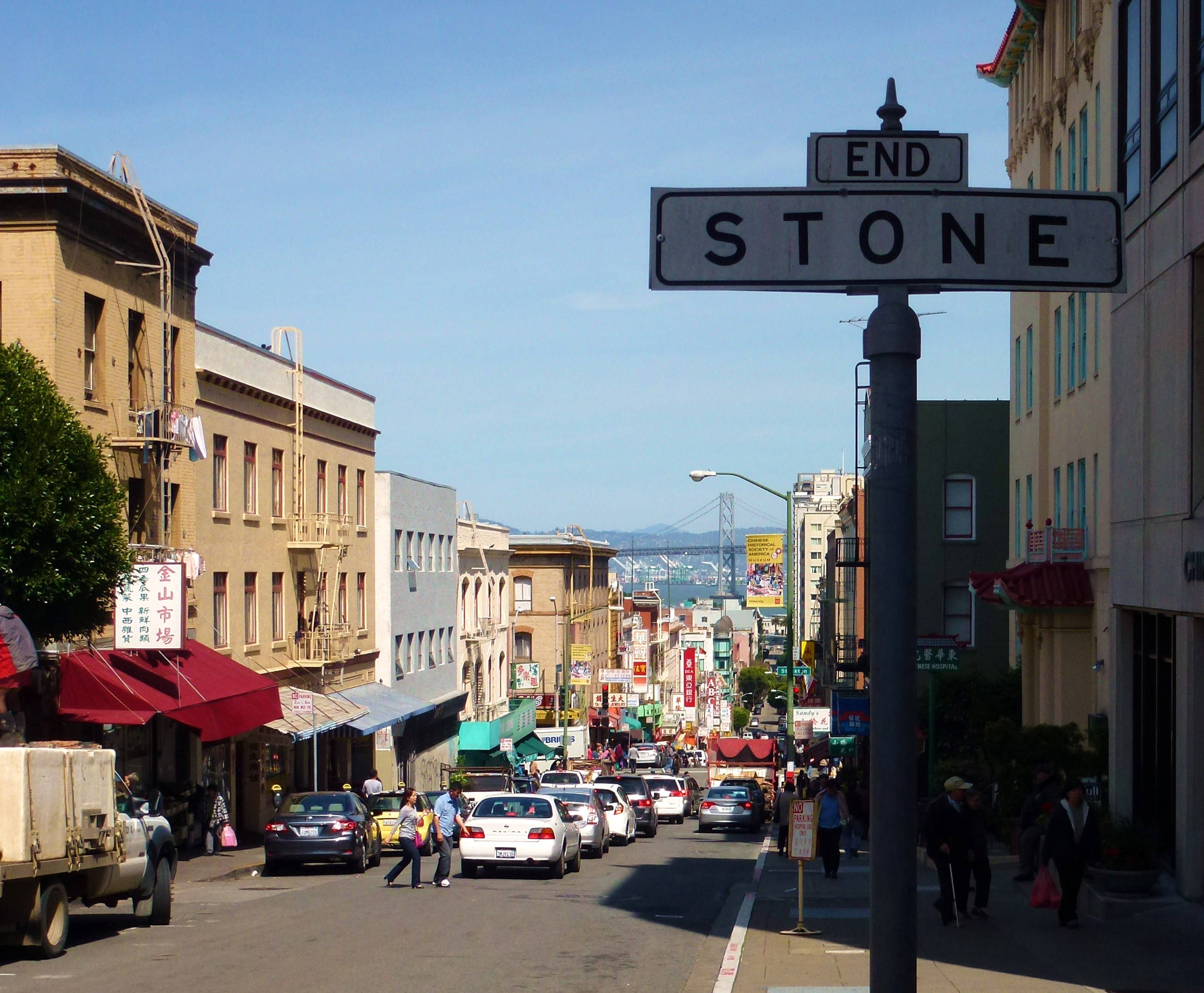
Chinatown Stone.
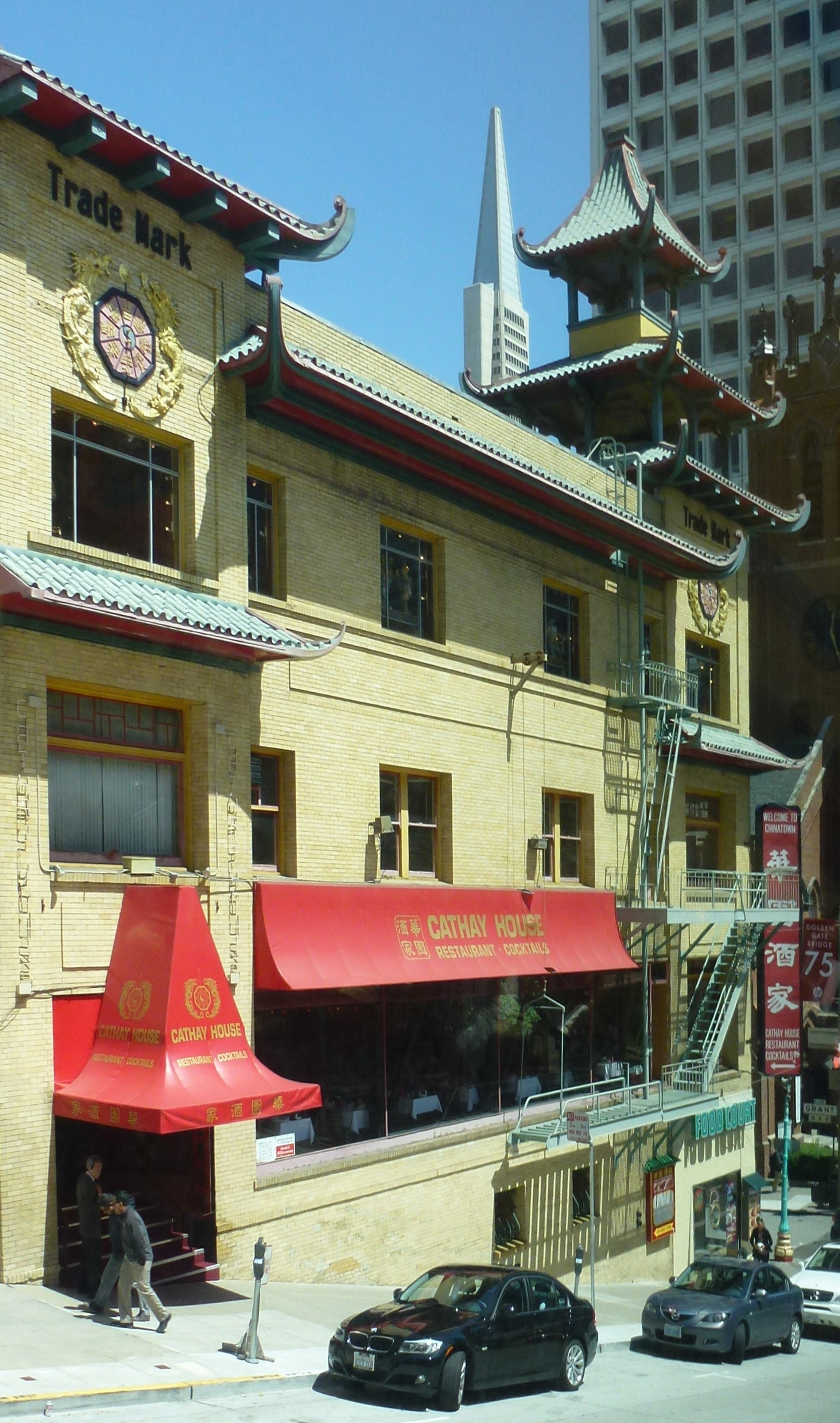
Cathay House.
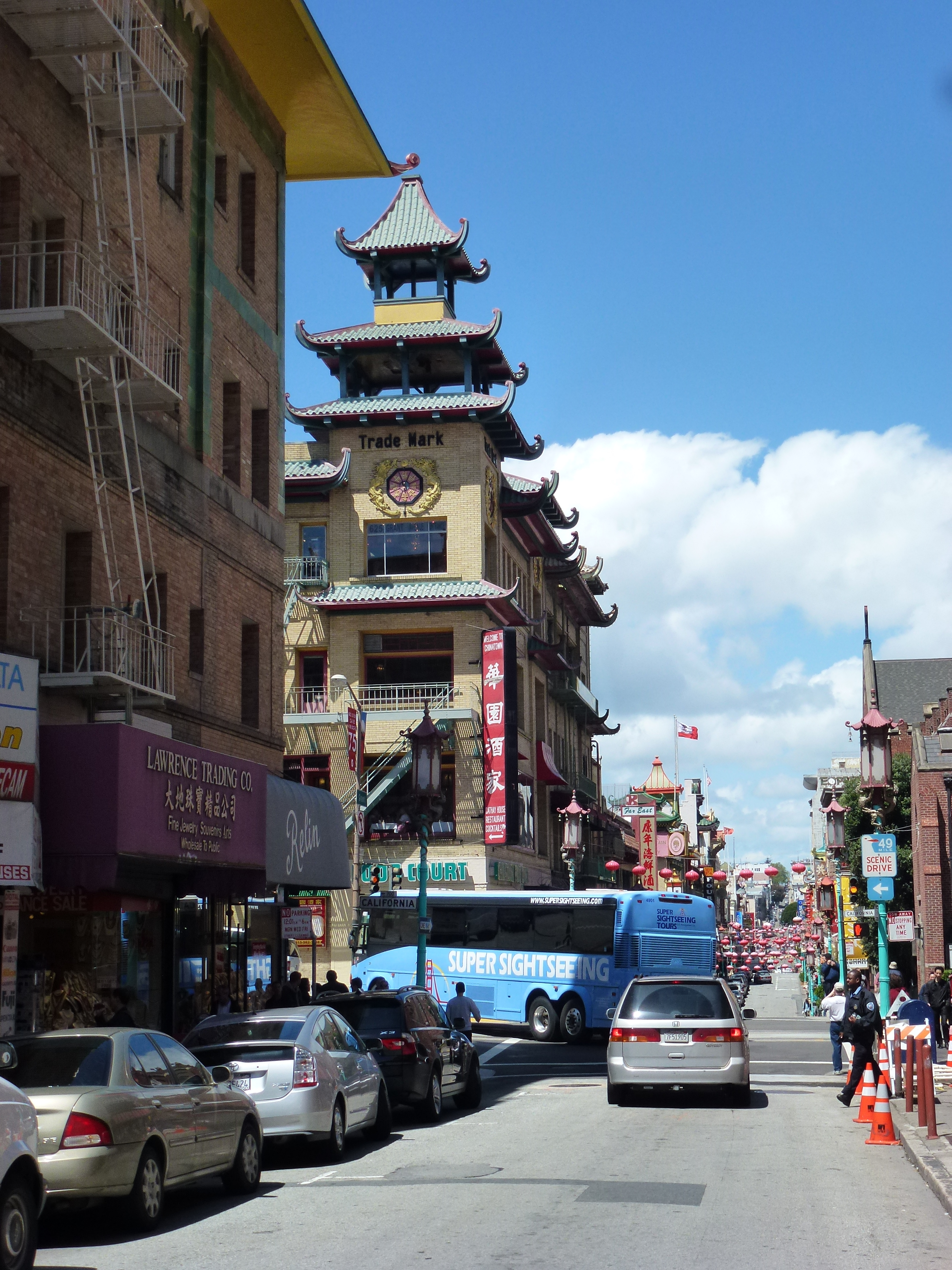
Quartier de Chinatown.
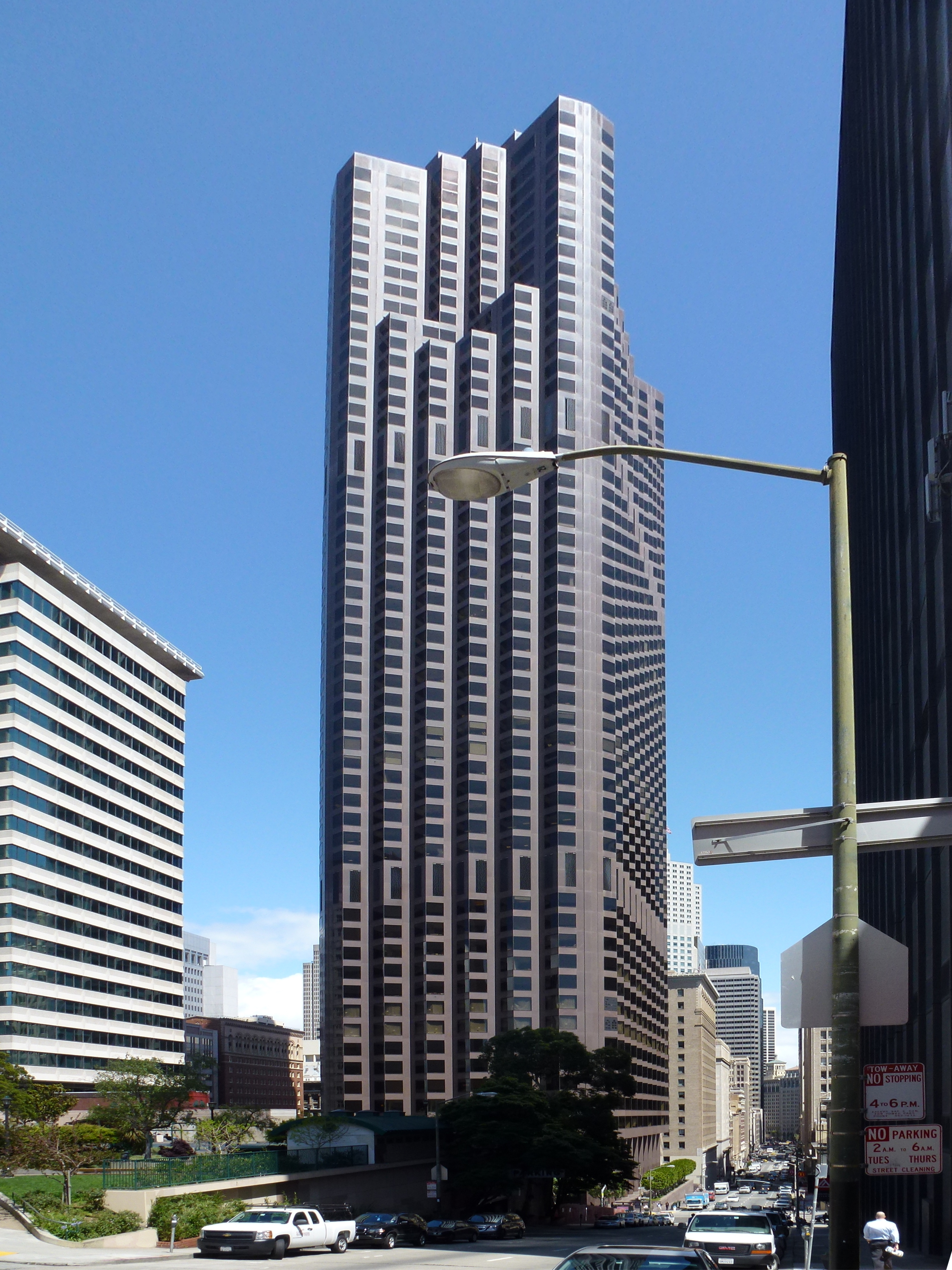
Quartier de Chinatown.
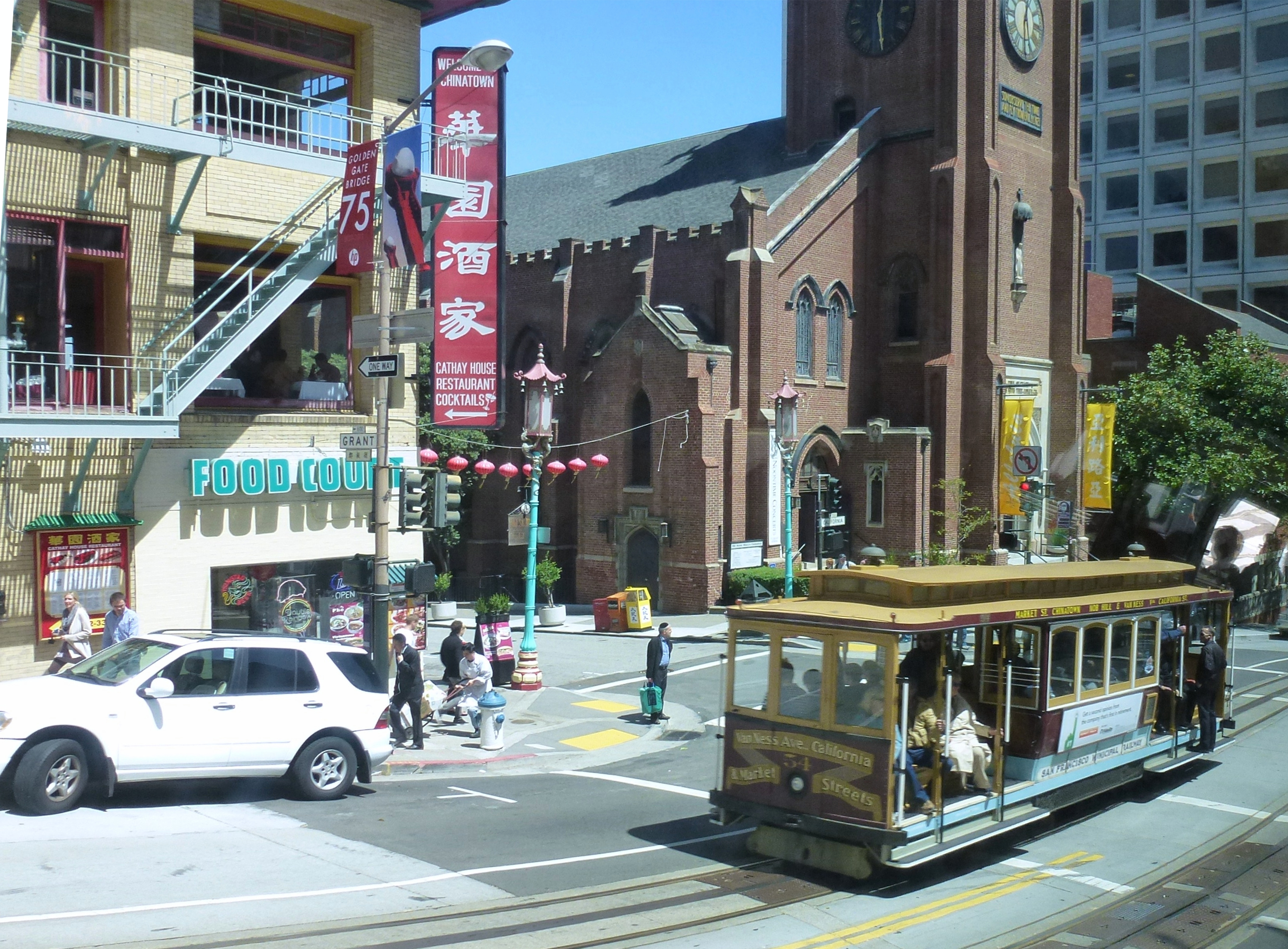
La cathédrale Sainte-Marie.

## Dans la culture
Le Chinatown de San Francisco a servi d'inspiration à des films et séries télévisées tels que Les Aventures de Jack Burton dans les griffes du Mandarin ou Warrior.

## Personnalités liées au quartier
- Margaret Chung, première femme sino-américaine diplômée d'une faculté de médecine ouvre un cabinet médical en 1920 dans le quartier. Elle s'illustre également comme marraine de guerre lors du conflit contre les japonais.